# 1917 (filme)
1917 (bra/prt: 1917) é um filme britano-estadunidense de 2019, dos gêneros épico, de guerra e de suspense, dirigido, coescrito e coproduzido por Sam Mendes. A obra é estrelada por George MacKay e Dean-Charles Chapman. É parcialmente baseado em uma história contada a Mendes por seu avô paterno, Alfred Mendes, e narra a história de dois jovens soldados britânicos durante a Primeira Guerra Mundial, aos quais foi dada a missão de transmitir uma mensagem alertando para uma emboscada contra compatriotas que seria realizada pelos alemães, logo após sua retirada para a Linha Hindenburg, durante a Operação Alberich, em 1917.
O projeto foi anunciado oficialmente em junho de 2018, com MacKay e Chapman assinando em outubro e o resto do elenco em março seguinte. As filmagens ocorreram entre abril e junho de 2019, na Inglaterra e na Escócia, com o diretor de fotografia Roger Deakins utilizando o recurso de longas tomadas, o que lhe dá um aspecto de filmagem continuada.
1917 teve sua premiere no Reino Unido em 4 de dezembro de 2019 na cidade de Londres, sendo lançado comercialmente nos Estados Unidos em 25 de dezembro, pela Universal Pictures, recebendo elogios dos críticos pela direção de Mendes, performances, cinematografia, trilha sonora, efeitos sonoros e realismo. Recebeu dez indicações ao 92.º Oscar (incluindo os de Melhor Filme, Melhor Diretor e Melhor Roteiro Original), vencendo três (Melhor fotografia, Melhor som e Melhores efeitos visuais). No 77.º Globo de Ouro, o filme ganhou o prêmio de Melhor Filme - Drama e Melhor Diretor. No 73º British Academy Film Awards recebeu nove indicações.

## Enredo
Durante a Primeira Guerra Mundial, em abril de 1917, os alemães se afastaram de um setor da Frente Ocidental no norte da França. O general Erinmore informa a dois jovens cabos britânicos, Blake e Schofield, que a inteligência, por meio de reconhecimento aéreo, verificou que os alemães não estão em retirada, mas sim que fizeram um recuo tático para sua nova área de defesa, a linha Hindenburg, onde se prepararam para dominar os britânicos atacantes com fogos de artilharia. Com as linhas telefônicas de campo cortadas, Blake e Schofield são obrigados a entregar em mãos uma mensagem ao 2.º Batalhão do Regimento de Devonshire, cancelando o ataque planejado, que pode custar a vida de 1600 homens, entre eles, o irmão de Blake, Joseph.
Schofield e Blake atravessam a terra de ninguém e alcançam as trincheiras alemãs originais, agora abandonadas, que contém fios de armadilhas, disparadas por um rato. A explosão que se seguiu quase mata Schofield, mas Blake escava e o leva para fora dos bunkers em colapso. Eles chegam à uma fazenda abandonada, onde testemunham um combate aéreo nas proximidades. Um avião alemão é abatido e cai na fazenda; Schofield e Blake tentam salvar o piloto ferido. Schofield propõe que deveriam matá-lo com um golpe de misericórdia, mas Blake pede que Schofield busque água para o piloto beber. O piloto apunhala Blake e é morto a tiros por Schofield, que conforta Blake enquanto ele morre, prometendo ao companheiro completar a missão.
Schofield é encontrado por uma unidade britânica que passa no local. Na sequência, uma ponte destruída perto da vila bombardeada de Écoust-Saint-Mein, impede que os caminhões britânicos cruzem, então Schofield cruza sozinho no que sobrou da ponte. Isso atrai um ataque de um franco-atirador alemão do outro lado do rio. Schofield rastreia e mata o atirador, apenas para ser nocauteado por uma bala que ricocheteou.
Schofield recupera a consciência à noite e prossegue. Perseguido por um soldado alemão, Schofield tropeça no esconderijo de uma mulher francesa com um bebê. Ela trata suas feridas e deixa o leite da fazenda e alguns de seus próprios suprimentos para eles. Continuando sua missão, Schofield é descoberto duas vezes por soldados alemães. Ele estrangula um deles e passa por seu camarada, que está muito embriagado para perceber e escapa sob tiros, pulando em um rio.
Schofield chega ao 2.º Batalhão pela manhã, pouco antes do início do ataque britânico. Não conseguindo parar o início do ataque, ele corre pelo campo de batalha enquanto a infantaria britânica atacante é bombardeada pela artilharia alemã. Ele finalmente se esforça para encontrar o comandante do batalhão, coronel Mackenzie, e o ataque é cancelado.
Schofield então localiza Joseph — que estava entre a primeira onda de ataque, mas não se machucou — e entrega a notícia da morte de Blake. Joseph está triste com a notícia, mas agradece a Schofield por seus esforços. Schofield pede que escreva para a mãe de Blake para lhe contar sobre seus atos heroicos, com os quais Joseph concorda.
Schofield se afasta e senta-se sob uma árvore próxima, finalmente capaz de descansar depois de completar sua missão, enquanto também revela que tem duas filhas jovens e uma esposa em casa aguardando seu retorno.

## Elenco
- George MacKay como cabo lanceiro William "Will" Schofield
- Dean-Charles Chapman como cabo lanceiro Thomas "Tom" Blake
- Mark Strong como capitão Smith
- Andrew Scott como tenente Leslie
- Richard Madden como tenente Joseph Blake
- Claire Duburcq como Lauri
- Colin Firth como general Erinmore
- Benedict Cumberbatch como coronel Mackenzie
- Daniel Mays como sargento Sanders
- Adrian Scarborough como Major Hepburn
- Jamie Parker como tenente Richards
- Michael Jibson como tenente Hutton
- Richard McCabe como coronel Collins
- Chris Walley como soldado Bullen
- Nabhaan Rizwan como Sepoy
- Michael Cornelius como soldado Cornelius
- Daniel McMillon como Atirador

### Dubladores no Brasil
- Estúdio de dublagem: Delart[12]
- Direção de Dublagem: Manolo Rey[12]
- Cliente: Universal Pictures[12]
- Tradução: Pavlos Euthymiou[12]
- Mixagem: Gustavo Andriewiski[12]

Elenco principal
- Schofield - Wirley Contaifer[12]
- Blake - Wagner Follare[12]
- Mackenzie - Ricardo Schnetzer[12]
- Lauri - Isabella Simi[12]
- Hepburn - Márcio Simões[12]
- Gordon - Guilherme Lopes[12]
- Erinmore - Hélio Ribeiro[12]

## Produção

### Desenvolvimento
A Amblin Partners e a New Republic Pictures anunciaram a aquisição do projeto em junho de 2018, que seria ambientado na Primeira Guerra Mundial, com Sam Mendes dirigindo e escrevendo o roteiro ao lado de Krysty Wilson-Cairns. A história é baseada em um "fragmento" que o avô de Sam Mendes, Alfred Mendes, havia lhe contado; Alfred era natural de Trinidad e foi mensageiro dos britânicos na Frente Ocidental durante a guerra. Em agosto de 2019, Mendes foi citado como tendo dito: "É a história de um mensageiro que tem uma mensagem para levar. E é tudo o que posso dizer. Ele me apresentou quando criança, essa história ou esse fragmento e, obviamente, eu a ampliei significativamente. Contudo, fui fiel em manter sua essência".
Foi relatado que Tom Holland estava em negociações para o filme em setembro de 2018, embora no final das contas não tenha se envolvido, e em outubro, Roger Deakins estaria se reunindo com Mendes para atuar como diretor de fotografia. George MacKay e Dean-Charles Chapman entraram em negociações para estrelar no mesmo mês. Thomas Newman foi contratado para compor a partitura em março de 2019. No mesmo mês, Benedict Cumberbatch, Colin Firth, Mark Strong, Richard Madden, Andrew Scott, Daniel Mays, Adrian Scarborough, Jamie Parker, Nabhaan Rizwan e Claire Duburcq se juntaram ao elenco.

### Filmagens
Roger Deakins foi o diretor de fotografia do filme, reunindo-se com Mendes para sua quarta colaboração, tendo trabalhado juntos pela primeira vez em Jarhead em 2005. A filmagem foi realizada com tomadas longas e tomadas de câmera em movimento elaboradamente coreografadas para dar o efeito de duas tomadas contínuas. Embora muitos relatos da mídia tenham se referido à história como sendo contada em apenas uma cena, a tela fica preta após uma hora e seis minutos de filme, quando Schofield fica inconsciente e desaparece ao recuperar a consciência após o cair da noite. Mendes explicou: "Tinha a ver com o fato de que eu queria que o filme fosse da tarde ao anoitecer e depois da noite ao amanhecer. Queria que fosse em dois movimentos... Queria levá-lo para algum lugar mais como uma alucinação. Em algum lugar mais surreal, quase como um sonho. E horrível também".
1917 foi o primeiro filme a ser rodado com a câmera de cinema digital Arri Alexa Mini LF. Deakins queria usar uma câmera com sensor de imagem de grande formato, mas achou que a Alexa LF original era muito grande e pesada para capturar as fotos íntimas que ele desejava. A ARRI forneceu a ele um protótipo do Mini LF dois meses antes do início das filmagens e mais duas câmeras uma semana antes. Suas lentes eram do modelo Arri Signature Primes, das quais ele usou três distâncias focais: uma lente de 40 mm para a maior parte do filme, uma lente mais larga de 35 mm para cenas em túneis e bunkers, para enfatizar sentimentos de claustrofobia, e uma mais estreita de 47 mm em cenas envolvendo rios e cursos d'agua, “para perder um pouco do fundo”.
As filmagens começaram em 1º de abril de 2019 e continuaram até junho, em Wiltshire, Hankley Common, Surrey, Govan, Escócia, bem como nos Estúdios Shepperton . Preocupações foram levantadas sobre as filmagens planejadas na planície de Salisbury por conservacionistas, que achavam que a produção poderia perturbar restos potencialmente não descobertos na área, solicitando que fosse realizada uma pesquisa antes que qualquer construção de conjuntos começasse na terra. Algumas fotos exigiram o uso de até 500 extras de fundo.
Seções do filme também foram realizadas em Low Force, nos arredores do Rio Tees, Teesdale, em junho de 2019. A equipe de produção teve que instalar placas de aviso para os caminhantes na área não se assustarem com os corpos espalhados pelo local, pois eram protéticos. Para as cenas no rio, o elenco e a equipe foram auxiliados por um fornecedor local de aventuras ao ar livre para segurança e acrobacias.
A filmagem do clímax do filme, chamada por muitos de "Schofield Run", exigiu uma extensa pré-produção e levou dois dias para ser filmada com George MacKay como Schofield correndo cerca de trezentos metros em meio a explosões e mais de quinhentos figurantes como soldados durante cada tomada. Os membros da equipe no set, incluindo dois operadores de câmera Dolly, tiveram que se vestir de soldados e passar na frente das lentes enquanto a câmera recuava para que a "coreografia complexa" da cena fosse executada corretamente. MacKay descreveu como eles realmente trabalharam na cena, dizendo: "Assim que as colisões aconteceram, elas pareciam inevitáveis. Há uma graça na corrida, mas também há uma realidade no fato de que ele foi atropelado no caminho". Só depois das filmagens é que MacKay percebeu o impacto que a cena teria sobre ele e o público quando viu o filme completo na tela. "Para ser sincero, chorei...", disse MacKay sobre os resultados, "...normalmente não fico tão emocionado vendo algo em que estive envolvido porque sou mais objetivo, mas achei tudo tão autêntico"; concluindo, MacKay descreveu a cena como um "reflexo de todo o filme", ao mesmo tempo em que disse que "É uma jornada muito simples através de uma dificuldade enorme, mas há a noção de que isso tem que ser feito... É algo que sempre me recordarei de maneira orgulhosa".

### Trilha sonora
A partitura musical do filme foi composta por Thomas Newman, colaborador de longa data de Mendes. Pelo seu trabalho no filme, Newman foi indicado ao Óscar de melhor trilha sonora. O álbum da trilha sonora do filme foi lançado em 20 de dezembro de 2019.
| Faixas da trilha sonora |                          |         |  |
| N.º                     | Título                   | Duração |  |
| 1.                      | "1917"                   | 1:17    |  |
| 2.                      | "Up the Down Trench"     | 6:19    |  |
| 3.                      | "Gehenna"                | 3:34    |  |
| 4.                      | "A Scrap of Ribbon"      | 6:29    |  |
| 5.                      | "The Night Window"       | 3:41    |  |
| 6.                      | "The Boche"              | 3:21    |  |
| 7.                      | "Tripwire"               | 1:40    |  |
| 8.                      | "A Bit of Tin"           | 2:02    |  |
| 9.                      | "Lockhouse"              | 4:04    |  |
| 10.                     | "Blake and Schofield"    | 4:20    |  |
| 11.                     | "Milk"                   | 10:10   |  |
| 12.                     | "Écoust-Saint-Mein"      | 2:36    |  |
| 13.                     | "Les Arbres"             | 3:36    |  |
| 14.                     | "Engländer"              | 4:29    |  |
| 15.                     | "The Rapids"             | 1:29    |  |
| 16.                     | "Croisilles Wood"        | 2:06    |  |
| 17.                     | "Sixteen Hundred Men"    | 6:32    |  |
| 18.                     | "Mentions in Dispatches" | 3:44    |  |
| 19.                     | "Come Back to Us"        | 5:39    |  |
| Duração total:          | Duração total:           | 1:17:08 |  |

## Lançamento e recepção
O filme estreou em 4 de dezembro de 2019, no Royal Film Performance, em Londres. Teve um lançamento muito limitado nos Estados Unidos e no Canadá, em 25 de dezembro de 2019. Isso permitiu que ele se tornasse elegível para os prêmios 2020, o primeiro dos quais foi o Globo de Ouro, realizado em 5 de janeiro de 2020. Na manhã seguinte à entrega desses prêmios, muitas pessoas descobriram que a obra havia ganhado o prêmio de Melhor Filme antes de seu amplo lançamento, em 10 de janeiro de 2020. No Brasil, estreou em 23 de janeiro de 2020. No entanto, o filme foi afetado pelo lockdown mundial por conta da Pandemia de COVID-19. 1917 foi lançado em formato Digital HD em 10 de março de 2020 e pela Universal Pictures Home Entertainment em DVD, Blu-ray e Ultra HD Blu-ray em 24 de março de 2020.

### Desempenho comercial
1917 arrecadou US$ 159,2 milhões nos Estados Unidos e Canadá, e US$ 225,7 milhões em outros países, obtendo um total mundial de US$ 384,9 milhões, contra um orçamento de produção de US$ 90–100 milhões. A Deadline Hollywood calculou o lucro líquido do filme em US$ 77 milhões.
Nos Estados Unidos, o filme arrecadou US$ 251 mil em seu primeiro dia de lançamento limitado. O filme teve um fim de semana de abertura limitado de US$ 570.000 e um faturamento bruto de US$ 1 milhão em cinco dias, com uma média de US$ 91.636 por local. O filme arrecadaria um total de US$ 2,7 milhões em seus quinze dias de lançamento limitado. Em seguida, expandiu-se amplamente em 10 de janeiro, arrecadando US$ 14 milhões em seu primeiro dia, incluindo US$ 3,25 milhões nas prévias de quinta à noite. Arrecadou US$ 36,5 milhões no fim de semana (superando as projeções originais de US$ 25 milhões), tornando-se o primeiro filme a superar Star Wars: The Rise of Skywalker nas bilheterias. Em seu segundo fim de semana de lançamento, o filme arrecadou US$ 22 milhões (com US$ 26,8 milhões durante os quatro dias do feriado prolongado de Martin Luther King), terminando em terceiro, atrás de Bad Boys para Sempre e Dolittle. Em seguida, arrecadou US$ 15,8 milhões e US$ 9,7 milhões nos dois fins de semana seguintes, permanecendo em segundo lugar em ambas as ocasiões. Durante o fim de semana de quatro dias do Óscar, o filme arrecadou US$ 9,3 milhões.

### Resposta crítica
No site de agregação de críticas cinematográficas Rotten Tomatoes, o filme possui uma taxa de aprovação de 90% com base em 328 críticas, com uma classificação média de 8,42/10; o consenso crítico do site diz: "Impressionante, imersivo e uma conquista técnica esplêndida, 1917 captura a guerra de trincheiras da Primeira Guerra Mundial com uma rapidez crua e surpreendente". O Metacritic atribuiu-lhe uma pontuação média ponderada de 79 em 100, com base em 55 críticos, indicando "críticas geralmente favoráveis". O público consultado pelo CinemaScore atribuiu ao filme a nota média "A-" na escala de "A+" a "F" e o PostTrak relatou que o filme recebeu uma média de 4,5 de 5, com 69% do público dizendo que definitivamente o recomendariam.
Vários críticos nomearam o filme entre os melhores de 2019, incluindo Kate Erbland do IndieWire e Sheri Linden do The Hollywood Reporter. Escrevendo para o jornal indiano Hindustan Times, Rohan Naahar declarou: "Só posso imaginar o efeito que 1917 terá sobre o público que não está familiarizado com as técnicas que Sam Mendes e Roger Deakins estão prestes a lançar sobre eles". Em sua crítica para a National Public Radio, Justin Chang foi menos positivo: ele concordou que o filme foi uma "conquista técnica alucinante", mas não o achou tão espetacular no geral, já que o estilo de Mendes com sua impressão de tomada contínua "pode ser tão perturbador quanto envolvente".
Manohla Dargis, do The New York Times, chamou o filme de "um filme de guerra cuidadosamente organizado e higienizado [...] que transforma um dos episódios mais catastróficos dos tempos modernos em um exercício de exibicionismo arrogante". Alison Willmore do Vulture comparou-o desfavoravelmente ao filme de guerra Dunkirk (2017), escrevendo: "O artifício da premissa estética supera qualquer uma das outras intenções do filme".
Em 2023, a revista estadunidense Parade incluiu o filme em sua lista dos "50 melhores filmes de guerra de todos os tempos".

### Prêmios e indicações
1917 recebeu 10 indicações no 92.º Oscar, incluindo de Melhor Filme, Melhor Diretor e Melhor Roteiro Original. Recebeu três indicações no 77.º Globo de Ouro, vencendo duas por Melhor Filme - Drama e Melhor Diretor. Também recebeu oito indicações no 25º Critics 'Choice Awards e nove no 73.º British Academy Film Awards. Foi escolhido pelo National Board of Review e pelo American Film Institute como um dos dez melhores filmes do ano.
| Prêmio                      | Categoria                     | Notas                                                                  | Situação |
| --------------------------- | ----------------------------- | ---------------------------------------------------------------------- | -------- |
| Oscar 2020                  | Melhor Filme                  |                                                                        | Indicado |
| Oscar 2020                  | Melhor Diretor                | Sam Mendes                                                             | Indicado |
| Oscar 2020                  | Melhor Roteiro Original       | Sam Mendes & Krysty Wilson-Cairns                                      | Indicado |
| Oscar 2020                  | Melhor Fotografia             | Roger Deakins                                                          | Venceu   |
| Oscar 2020                  | Melhor Cabelo e Maquiagem     | Naomi Donne                                                            | Indicado |
| Oscar 2020                  | Melhor Trilha Sonora Original | Thomas Newman                                                          | Indicado |
| Oscar 2020                  | Melhor Edição de Som          |                                                                        | Indicado |
| Oscar 2020                  | Melhor Mixagem de Som         |                                                                        | Venceu   |
| Oscar 2020                  | Melhor Design de Produção     | Dennis Gassner e Lee Sandales                                          | Indicado |
| Oscar 2020                  | Melhor Efeitos Visuais        |                                                                        | Venceu   |
| Globo de Ouro 2020          | Melhor Filme de Drama         |                                                                        | Venceu   |
| Globo de Ouro 2020          | Melhor Diretor                | Sam Mendes                                                             | Venceu   |
| Globo de Ouro 2020          | Melhor Trilha Sonora Original | Thomas Newman                                                          | Indicado |
| BAFTA 2020                  | Melhor Filme                  |                                                                        | Venceu   |
| BAFTA 2020                  | Melhor Diretor                | Sam Mendes                                                             | Venceu   |
| BAFTA 2020                  | Melhor Fotografia             | Roger Deakins                                                          | Venceu   |
| BAFTA 2020                  | Melhor Filme Britânico        |                                                                        | Venceu   |
| BAFTA 2020                  | Melhor Design de Produção     | Dennis Gassner e Lee Sandales                                          | Venceu   |
| BAFTA 2020                  | Melhor Maquiagem e Cabelo     | Naomi Donne                                                            | Indicado |
| BAFTA 2020                  | Melhor Som                    | Scott Millan, Oliver Tarney, Rachael Tate, Mark Taylor e Stuart Wilson | Venceu   |
| BAFTA 2020                  | Melhores Efeitos Visuais      | Greg Butler, Guillaume Rocheron e Dominic Tuohy                        | Venceu   |
| Critic's Choice Awards 2020 | Melhor Filme                  |                                                                        | Indicado |
| Critic's Choice Awards 2020 | Melhor Direção                | Sam Mendes                                                             | Venceu   |
| Critic's Choice Awards 2020 | Melhor Fotografia             | Roger Deakins                                                          | Venceu   |
| Critic's Choice Awards 2020 | Melhor Design de Produção     | Dennis Gassner e Lee Sandales                                          | Indicado |
| Critic's Choice Awards 2020 | Melhor Edição                 | Lee Smith                                                              | Venceu   |
| Critic's Choice Awards 2020 | Melhores Efeitos Visuais      | Greg Butler, Guillaume Rocheron e Dominic Tuohy                        | Indicado |
| Critic's Choice Awards 2020 | Melhor Filme de Ação          |                                                                        | Indicado |
| Critic's Choice Awards 2020 | Melhor Trilha Sonora Original | Thomas Newman                                                          | Indicado |
| Directors Guild Awards 2020 | Melhor Diretor                | Sam Mendes                                                             | Venceu   |
| Producers Guild Awards 2020 | Melhor Filme                  |                                                                        | Venceu   |
| Writers Guild Awards 2020   | Melhor Roteiro Original       | Sam Mendes & Krysty Wilson-Cairns                                      | Indicado |

## Precisão histórica

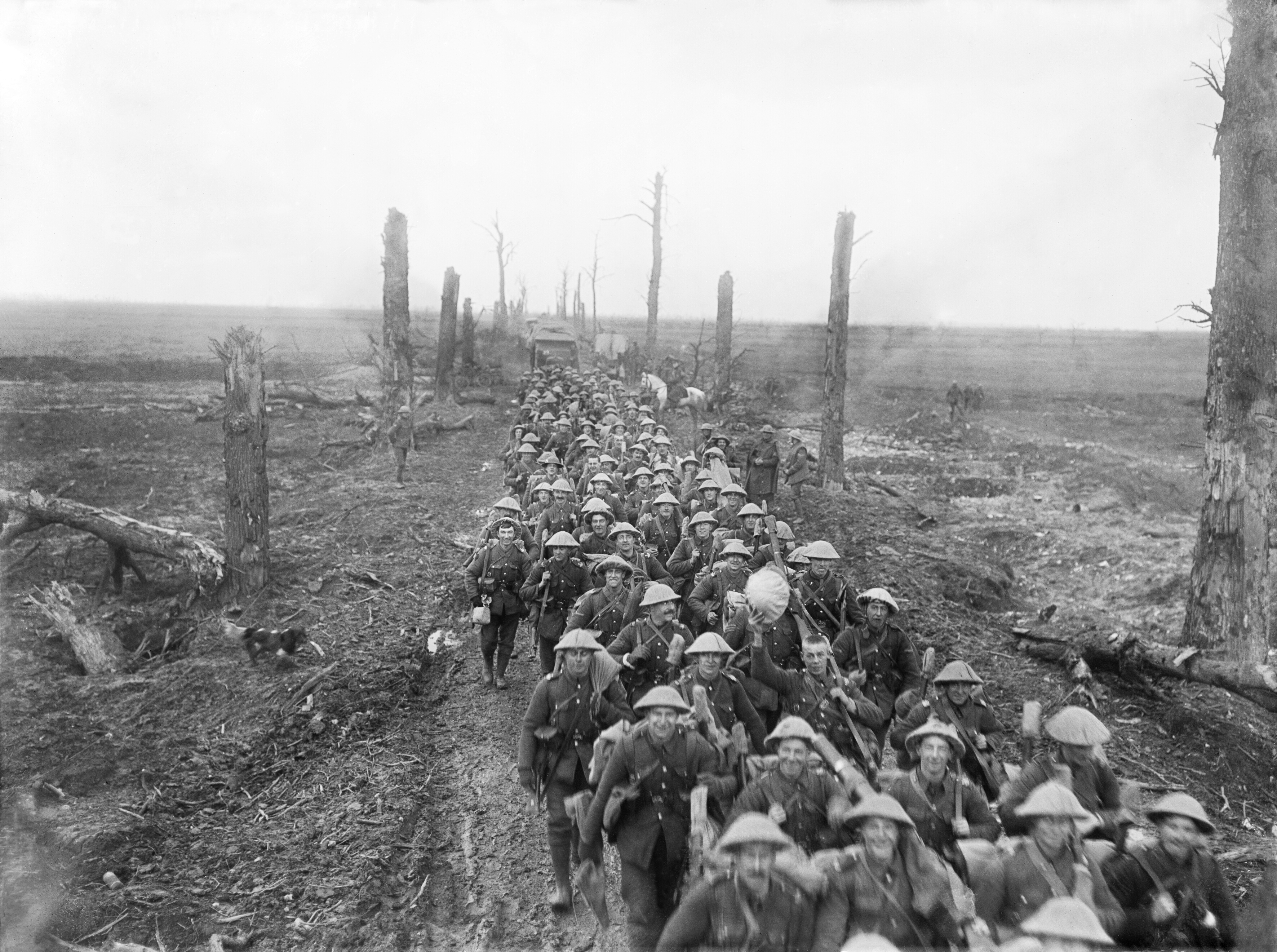
Soldados britânicos seguindo os alemães perto de Brie, na França, março de 1917.

O filme foi inspirado na Operação Alberich, uma retirada alemã para novas posições na Linha Hindenburg, mais curta e mais facilmente defendida, que ocorreu entre 9 de fevereiro e 20 de março de 1917. No entanto, todos os personagens principais e secundários são meramente fictícios.
Ao contrário da representação do filme, o número de soldados negros servindo diretamente no próprio exército britânico era desconhecido, mas insignificante, já que a população negra na Grã-Bretanha na época era pequena. Em vez disso, a maioria das tropas negras que participaram no esforço de guerra britânico serviram nos seus próprios regimentos coloniais da África e das Índias Ocidentais Britânicas. Mais de quinze mil homens das Índias Ocidentais alistaram-se no exército durante a Primeira Guerra Mundial e, em 1915, foram organizados no Regimento das Índias Ocidentais Britânicas. O regimento serviu no Teatro de operações do Oriente Médio na Primeira Guerra Mundial, incluindo a Campanha do Sinai e Palestina, além da Campanha da Mesopotâmia. Os Siques indianos também teriam servido em seus próprios regimentos como parte do Exército da Índia Britânica, não como indivíduos nas fileiras dos regimentos e corpos britânicos (como mostrado no filme). No final de 1915, as formações de infantaria indianas foram retiradas da Frente Ocidental e enviadas para o Médio Oriente.
O historiador militar Jeremy Banning criticou as táticas militares retratadas no filme, declarando: "Não fazia sentido, como o filme retrata, ter alguns batalhões nove milhas além da antiga linha alemã e outros aparentemente não saberem se esta linha era tripulada [ ...] Quanto ao ataque dos Devons, nenhuma unidade atacaria sem o apoio de artilharia adequado”.